# 士多鳥拜斯大馬路
士多鳥拜斯大馬路（葡萄牙語：Avenida de Sidónio Pais) 又稱士多紐拜斯大馬路，位於澳門東望洋山西麓，長785米，原為二龍喉馬路的其中一段。呈東北—西南走向。以1917至1918年任葡萄牙總統的士多紐拜斯（Sidónio Pais）命名。北起於鮑思高圓形地，南至東望洋街。周邊以住宅為主。沿途有二龍喉公園、國父紀念館、得勝花園、塔石廣場等名勝。

## 沿途街道 (從北到南)
- 美副將大馬路
- 雅廉訪大馬路
- 山洞巷（直通松山市政公園）
- 高士德大馬路
- 巴士度街
- 飛良紹街
- 羅利老馬路
- 美的路主教街
- 沙嘉都喇賈罷麗街（沙嘉都喇街）
- 高偉樂街

## 外部連結
- 士多紐拜斯大馬路